# Seminole (film)
Seminole is een Amerikaanse western uit 1953 onder regie van Budd Boetticher. In Nederland werd de film destijds uitgebracht onder de titel De doodstrijd der Seminoles.

## Verhaal
Luitenant Lance Caldwell wordt een post toegewezen in Fort King in Florida. Hij verzet zich daar tegen de plannen van majoor Degan om een plaatselijke indianenstam onder te brengen in een reservaat. Hij is namelijk een jeugdvriend van het indianenopperhoofd Osceola.

## Rolverdeling
| Acteur          | Personage          |
| --------------- | ------------------ |
| Rock Hudson     | Lance Caldwell     |
| Barbara Hale    | Revere             |
| Anthony Quinn   | Osceola            |
| Richard Carlson | Majoor Degan       |
| Hugh O'Brian    | Kajeck             |
| Russell Johnson | Luitenant Hamilton |
| Lee Marvin      | Sergeant Magruder  |
| Ralph Moody     | Kulak              |
| Fay Roope       | Zachary Taylor     |
| James Best      | Korporaal Taylor   |
| John Daheim     | Scott              |